# Amonijev nitrat

Amonijev nitrat (NH4NO3) je sol, ki nastane z združitvijo amonijaka in dušikove kisline in se največ uporablja kot dušikovo gnojilo in eksploziv.

## Pridelava
Amonijev nitrat se pridobiva z mešanjem dušikove(V) kisline poljubne koncentracije z amonijevim hidroksidom (reakcija nevtralizacije).
{\displaystyle \mathrm {\ NH_{3}+HNO_{3}\to NH_{4}NO_{3}} }

## Lastnosti

### Fizikalne lastnosti
Amonijev nitrat tvori brezbarvne higroskopske kristale, ki se pri 169,6 °C talijo. Trdna snov lahko nastopi v petih različnih polimorfnih kristalih, katerih temperature prehoda ležijo med −16,9 °C, 32,3 °C, 84,2 °C in 125,2 °C. Za nagnjenje kristalov amonijevega nitrata k sprijemanju sta poimensko odgovorni prvi dve fazni spremembi v bližini s prostorsko temperaturo.

### Kemijske lastnosti
Pri segrevanju (T> 170 °C) razpade amonijev nitrat ustrezno z enačbo
{\displaystyle \mathrm {\ NH_{4}NO_{3}\to 2\ H_{2}O+\ N_{2}O} }
v vodo in dušikov oksid. Z močnim inicialnim vžigom razpade sledeče:
{\displaystyle \mathrm {2\ NH_{4}NO_{3}\to 4\ H_{2}O+\ 2\ N_{2}+\ O_{2}} }
Dušikov atom nitratnega iona NO3− (oksidacijska stopnja +v) oksidira pri tem dušikov atom amonijovega iona NH4+ (oksidacijska stopnja −III), tako da se na koncu, v molekuli N2-, oba dušikova atoma nahajata na enaki oksidacijski stopnji (0). Reakcije te vrste, pri katerih atomi oksidirajo druge atome enakega elementa in se pri tem sami reducirajo, tako da se na koncu vsi nahajajo na enaki oksidacijski stopnji, imenujemo comproportionacije.

## Raba
Amonijev nitrat je glavna sestavina več vrst gnojil, gospodarskih razstreliv kot sta ANFO in donarit in tudi ilegalno pridelanih razstreliv kot ANNM ali GRG-1.
V čisti obliki ni preveč uporaben kot eksploziv, saj je higroskopen ter izredno neobčutljiv na udarce in temperaturo. Njegova eksplozivna moč dosega približno 40 % moči TNT, za detonacijo pa potrebujemo t. i. ojačevalec detonatorja (manjša količina brizantnega eksploziva). Ta neobčutljivost se izkorišča za izdelavo varnih eksplozivov za uporabo v rudnikih in kamnolomih.